# 比亚里茨站
比亚里茨站，是法国的一个铁路车站，位于法国西南部城市比亚里茨。

## 位置
比亚里茨站位于比亚里茨市区的南部，距离市中心大约2公里。车站大致呈东北-西南走向，开口朝西北。

## 概况
比亚里茨站建成于1864年，位于波尔多－伊伦铁路线上，该铁路连接法国和西班牙，是一条重要的铁路通道。
比亚里茨站原名比亚里茨-拉内格雷斯站（法語：Gare de Biarritz-La-Négresse），并有一条地方铁路连接位于比亚里茨市区的比亚里茨城站，后者以及其所在的铁路线均已于上世纪80年代末彻底关闭。

## 设施
比亚里茨站设有人工售票窗口，每周一至五9:00~17:45开放，周末及节假日均关闭。
此外，比亚里茨站还设有自动售票机等设施。

## 停靠线路
以下列车线路在比亚里茨站停靠：
| 比亚里茨站列车线路表             |                    |        |                   |              |
| 线路                             | 车种               | 上一站 | 下一站            | 大致运行频率 |
| 巴黎—昂代伊/伊浑                 | TGV iDTGV          | 巴约讷 | 圣让德吕兹-锡布尔 | 每天5趟左右  |
| 巴黎—昂代伊/伊浑                 | INTERCITÉS de nuit | 巴约讷 | 圣让德吕兹-锡布尔 | [ 註 3 ]     |
| 波尔多/达克斯/巴约讷—昂代伊/伊浑 | TER                | 巴约讷 | 盖塔里            | 每天12趟左右 |
| 1. 2. 3.                         |                    |        |                   |              |

## 配套交通

### 长途客车
| 停靠比亚里茨的大巴车   |                                         | |
| 上下车地点             | 运营单位                                | 线路及沿途主要站点 |
| Avenue Charles Floquet | Flixbus                                 | - 703线：波尔多、普瓦捷北（Futuroscope）、图尔、巴黎 - N703线：波尔多、普瓦捷北（Futuroscope）、图尔、巴黎 - N716线：毕尔巴鄂、圣塞巴斯蒂安、波城、塔布、图卢兹、 卡尔卡松、瓦朗斯、格勒诺布尔、里昂 |
| La Négresse            | 比利牛斯-大西洋省城际客运 Transports 64 | - 816线：巴约讷、昂格雷、比达尔、盖塔里、圣让德吕兹、于吕尼、伊浑 |
| 比亚里茨站门口         | Isilines                                | - I线：波尔多、圣特、普瓦捷、图尔、巴黎 - Z线：波城、塔布、图卢兹 |
| 比亚里茨站门口         | Ouibus                                  | - 圣塞巴斯蒂安、波尔多、巴黎 - 波城、塔布、图卢兹 |
| 比亚里茨站门口         | Hegobus                                 | - 23路：阿埃特兹、阿尔博讷、盖塔里、圣让德吕兹 |
| 比亚里茨站门口         | SNCF Car TER                            | （当某条铁路线施工或罢工时，SNCF可能会提供途径该线路沿途站点的大巴车） |
| 1. 2. 3. 4. 5. 6.      |                                         | |

### 市内交通
| 附近的市内公共交通线路        |                | |
| 公交车站名称                  | 位置           | 停靠线路 |
| Biarritz Gare 比亚里茨-火车站 | 比亚里茨站门口 | - C线：圣皮耶尔迪吕布-阿梅宗多商业中心 ↔ 比亚里茨-火车站 / 比达尔-于阿比亚 - 8路：巴约讷-火车站 ↔ 比亚里茨-火车站 / 比达尔-洛尔·朗达 - 10路：昂格雷-拉巴尔 ↔ 比亚里茨-火车站 / 巴约讷-科技城 - 12路：比亚里茨-火车站 ↔ 比达尔-市政厅 |
| 1. 2.                         |                | |

### 社会车辆
比亚里茨站门口西侧设有社会车辆停车场。此外，比亚里茨站还开设有汽车托运服务。

## 临近车站
| 比亚里茨站（Gare de Biarritz） |                  |          |
| 上行车站                       | 线路             | 下行车站 |
| 巴约讷站                       | 波尔多－伊伦铁路 | 盖塔里站 |
| - 本表仅显示运营中的线路及车站 |                  |          |